# Municipio de Center (condado de Monroe)
El municipio de Center (en inglés: Center Township) es un municipio ubicado en el condado de Monroe en el estado estadounidense de Ohio. En el año 2010 tenía una población de 3647 habitantes y una densidad poblacional de 34,01 personas por km².

## Geografía
El municipio de Center se encuentra ubicado en las coordenadas 39°45′7″N 81°6′25″O / 39.75194, -81.10694. Según la Oficina del Censo de los Estados Unidos, el municipio tiene una superficie total de 107.24 km², de la cual 107,2 km² corresponden a tierra firme y (0,04 %) 0,04 km² es agua.

## Demografía
Según el censo de 2010, había 3647 personas residiendo en el municipio de Center. La densidad de población era de 34,01 hab./km². De los 3647 habitantes, el municipio de Center estaba compuesto por el 97,78 % blancos, el 0,47 % eran afroamericanos, el 0,11 % eran amerindios, el 0,25 % eran asiáticos, el 0,25 % eran de otras razas y el 1,15 % eran de una mezcla de razas. Del total de la población el 0,66 % eran hispanos o latinos de cualquier raza.